# Zbysław Zając
Zbysław Zając (nascido em 9 de setembro de 1933) é um ex-ciclista polonês que participava em competições de ciclismo de pista.
Zając representou as cores da Polônia nos Jogos Olímpicos de Verão de 1964 em Tóquio. Ele terminou em quinto lugar na corrida de velocidade.